# Lise Østergaard
Anna Elisabeth (Lise) Østergaard (1924–1996) fue una psicóloga y política danesa del Partido Socialdemócrata.

## Carrera
Bajo Anker Jørgensen, fue Ministra sin cartera (1977–80) y Ministra de Cultura (febrero a diciembre de 1981). Como psicóloga, fue jefa  de psicología en el  Rigshospitalet de Copenhague (1958) y una de las primeras mujeres en convertirse en catedrática de psicología clínica en la Universidad de Copenhague (1963), una posición que retomó tras finalizar su etapa política a mediados de la década de 1980.